# Miyanomori-Schanze
Die Miyanomori-Schanze (jap. 宮の森シャンツェ, Miyanomori-shantse), auch als Miyanomori-Skisprungstadion (jap. 宮の森ジャンプ競技場, Miyanomori jampu kyōgijō) bekannt, ist eine Skisprungschanze in der japanischen Stadt Sapporo auf der Insel Hokkaidō. Sowohl der Skisprung-Weltcup der Frauen als auch der Continental Cup machen regelmäßig hier Station. Ebenso fanden hier Skisprungwettbewerbe der Olympischen Winterspiele 1972 und der Nordischen Skiweltmeisterschaften 2007 statt.

## Anlage
Die im Besitz der Stadt Sapporo befindliche Schanze steht im oberen Kotoni-Tal im Ortsteil Miyanomori, etwa viereinhalb Kilometer südwestlich des Stadtzentrums im Bezirk Chūō-ku. Sie ist mit Matten belegt und kann ganzjährig besprungen werden. Die Hillsize beträgt 100 m, der Konstruktionspunkt 90 m bei einem Neigungswinkel von 36°, der Schanzentisch ist um 10,5° geneigt. Den Schanzenrekord bei den Männern hält zurzeit der Deutsche Eric Frenzel, der am 2. März 2007 beim Weltcup der Nordischen Kombinierer eine Weite von 106,0 m erzielte. Der weiteste Sprung einer Frau gelang der Japanerin Sara Takanashi mit 103,0 m am 11. Januar 2014.
Etwa 1,5 km weiter nördlich steht ebenfalls im Kotoni-Tal die Ōkurayama-Schanze.

## Geschichte
Vor den Olympischen Winterspielen 1972 gab es zunächst Überlegungen, die neben der Ōkurayama-Schanze gelegene Snowbrand-Schanze auszubauen. Wegen der beengten Platzverhältnisse fiel jedoch der Beschluss, die Miyanomori-Schanze zu errichten. Entworfen wurden sie von der Pacific Consultant Co. und vom Architekturbüro Tanoue. Die Bauarbeiten begannen im Oktober 1968 und waren im November 1970 abgeschlossen, die Baukosten betrugen 377 Millionen Yen (entspricht 3,464 Mio. Euro im September 2018).
Bevor die FIS gegen Ende der 1990er Jahre die Bewerbe auf Normalschanzen mehr oder weniger abschaffte, fanden auf der Miyanomori-Schanze über einen Zeitraum von fast 20 Jahren regelmäßig Weltcup-Veranstaltungen der Männer statt. Heute macht noch gelegentlich der Continental-Cup in Sapporo Station. Bei der Weltmeisterschaft 2007 kam auch diese Schanze wieder zum Einsatz. Seit 2013 gehört die Schanze regelmäßig zu den Austragungsorten des Weltcups der Frauen.

### Olympische Spiele und Weltmeisterschaften
Bisher wurden folgende große Wettbewerbe auf der Ōkurayama-Schanze durchgeführt:
| Datum           | Kategorie               | Schanze | 1. Platz     | 2. Platz       | 3. Platz           |
| --------------- | ----------------------- | ------- | ------------ | -------------- | ------------------ |
| 3. Februar 1972 | Olympische Winterspiele | K70     | Yukio Kasaya | Akitsugu Konno | Seiji Aochi        |
| 3. März 2007    | Weltmeisterschaft       | HS100   | Adam Małysz  | Simon Ammann   | Thomas Morgenstern |

### Weltcup

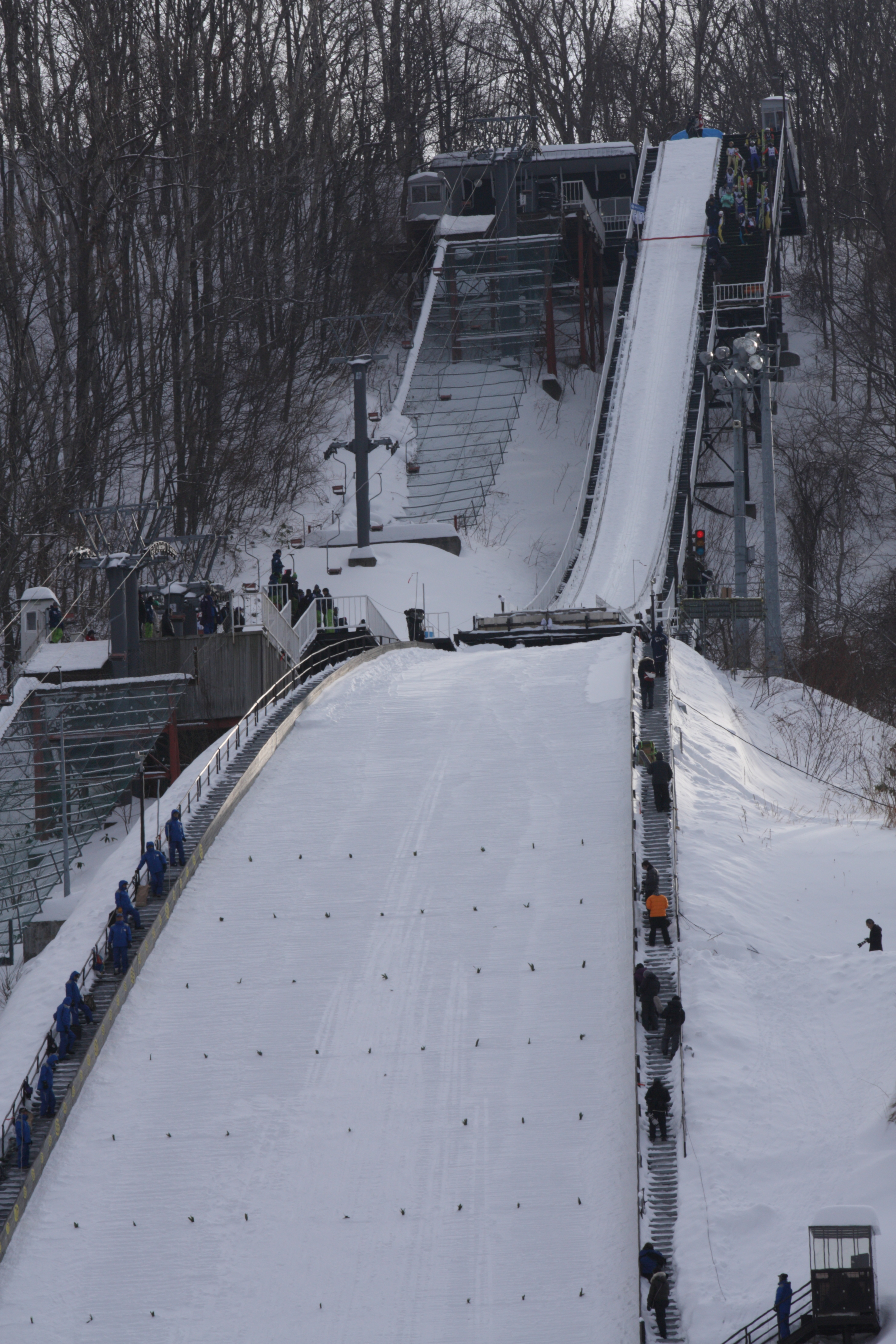
Ansicht der Schanze im Winter

Genannt werden alle Wettbewerbe des Skisprung-Weltcups der Männer und Frauen.
| Datum             | Wettbewerb      | Schanze | 1. Platz                   | 2. Platz                      | 3. Platz                   |
| ----------------- | --------------- | ------- | -------------------------- | ----------------------------- | -------------------------- |
| 15. Januar 1982   | Weltcup 1981/82 | K90     | Horst Bulau                | Per Bergerud                  | Masahiro Akimoto           |
| 21. Januar 1984   | Weltcup 1983/84 | K90     | Masahiro Akimoto           | Veli-Matti Ahonen             | Manfred Steiner            |
| 9. Februar 1985   | Weltcup 1984/85 | K90     | Matti Nykänen              | Ladislav Dluhoš               | Per Bergerud               |
| 25. Januar 1986   | Weltcup 1985/86 | K90     | Matti Nykänen              | Ladislav Dluhoš               | Pavel Ploc                 |
| 24. Januar 1987   | Weltcup 1986/87 | K90     | Akira Satō                 | Miran Tepeš                   | Hiroo Shima                |
| 19. Dezember 1987 | Weltcup 1987/88 | K90     | Matti Nykänen              | Werner Schuster               | Martin Švagerko            |
| 17. Dezember 1988 | Weltcup 1988/89 | K90     | Matti Nykänen              | Dieter Thoma                  | Clas Brede Bråthen         |
| 16. Dezember 1989 | Weltcup 1989/90 | K90     | Ernst Vettori              | Andreas Felder                | Pavel Ploc                 |
| 15. Dezember 1990 | Weltcup 1990/91 | K90     | André Kiesewetter          | Dieter Thoma                  | Josef Heumann              |
| 14. Dezember 1991 | Weltcup 1991/92 | K90     | Werner Rathmayr            | Staffan Tällberg              | František Jež              |
| 19. Dezember 1992 | Weltcup 1992/93 | K90     | Martin Höllwarth           | Werner Rathmayr               | Steve Delaup               |
| 22. Januar 1994   | Weltcup 1993/94 | K90     | Jens Weißflog              | Andreas Goldberger            | Jiří Parma                 |
| 21. Januar 1995   | Weltcup 1994/95 | K90     | Andreas Goldberger         | Janne Ahonen                  | Ari-Pekka Nikkola          |
| 20. Januar 1996   | Weltcup 1995/96 | K90     | Jens Weißflog              | Eirik Halvorsen               | Reinhard Schwarzenberger   |
| 18. Januar 1997   | Weltcup 1996/97 | K90     | Adam Małysz                | Mika Laitinen Sturle Holseter |                            |
| 2. Februar 2013   | Weltcup 2012/13 | HS100   | Coline Mattel              | Jacqueline Seifriedsberger    | Anette Sagen               |
| 3. Februar 2013   | Weltcup 2012/13 | HS100   | Jacqueline Seifriedsberger | Anette Sagen                  | Sarah Hendrickson          |
| 11. Januar 2014   | Weltcup 2013/14 | HS100   | Sara Takanashi             | Carina Vogt                   | Irina Awwakumowa           |
| 12. Januar 2014   | Weltcup 2013/14 | HS100   | Sara Takanashi             | Coline Mattel                 | Irina Awwakumowa           |
| 10. Januar 2015   | Weltcup 2014/15 | HS100   | Sara Takanashi             | Daniela Iraschko-Stolz        | Špela Rogelj               |
| 11. Januar 2015   | Weltcup 2014/15 | HS100   | Sara Takanashi             | Carina Vogt                   | Chiara Hölzl               |
| 17. Januar 2016   | Weltcup 2015/16 | HS100   | Sara Takanashi             | Ema Klinec                    | Daniela Iraschko-Stolz     |
| 18. Januar 2016   | Weltcup 2015/16 | HS100   | Sara Takanashi             | Daniela Iraschko-Stolz        | Jacqueline Seifriedsberger |
| 14. Januar 2017   | Weltcup 2016/17 | HS100   | Yūki Itō                   | Sara Takanashi                | Maren Lundby               |
| 15. Januar 2017   | Weltcup 2016/17 | HS100   | Maren Lundby               | Yūki Itō                      | Katharina Althaus          |
| 13. Januar 2018   | Weltcup 2017/18 | HS100   | Maren Lundby               | Katharina Althaus             | Sara Takanashi             |
| 14. Januar 2018   | Weltcup 2017/18 | HS100   | Maren Lundby               | Sara Takanashi                | Katharina Althaus          |

### Weitere internationale Wettbewerbe
Genannt werden alle übrigen von der FIS organisierten Sprungwettbewerbe.
| Datum            | Kategorie                 | Schanze | 1. Platz                                       | 2. Platz                                       | 3. Platz                                       |
| ---------------- | ------------------------- | ------- | ---------------------------------------------- | ---------------------------------------------- | ---------------------------------------------- |
| 14. Januar 2000  | Continental Cup 1999/2000 | K90     | Noriaki Kasai                                  | Masahiko Harada                                | Hideharu Miyahira                              |
| 12. Januar 2001  | Continental Cup 2000/01   | K90     | Yukitaka Fukita                                | Masahiko Harada                                | Naoki Yasuzaki Martin Koch                     |
| 11. Januar 2002  | Continental Cup 2001/02   | K90     | Akira Higashi                                  | Yūta Watase                                    | Daiki Itō                                      |
| 14. Januar 2003  | Continental Cup 2002/03   | K90     | Morten Solem                                   | Ferdinand Bader                                | Shingo Ueno                                    |
| 8. März 2003     | FIS-Springen              | K90     | Homare Kishimoto                               | Stefan Kaiser                                  | Harri Olli                                     |
| 9. Januar 2004   | Continental Cup 2003/04   | HS98    | Stefan Kaiser                                  | Olav Magne Dønnem                              | Stefan Thurnbichler                            |
| 6. März 2004     | FIS-Springen              | HS98    | Takanobu Okabe                                 | Keita Umezaki                                  | Masahiko Harada                                |
| 14. Januar 2005  | Continental Cup 2004/05   | HS98    | Tsuyoshi Ichinohe                              | Jussi Hautamäki                                | Yukio Sakano                                   |
| 5. März 2005     | FIS-Springen              | HS98    | Daniela Iraschko                               | Yoshiko Kasai                                  | Rieko Kanai                                    |
| 5. März 2005     | FIS-Springen              | HS98    | Kentaro Shigematsu                             | Masahiko Harada                                | Ryōhei Nishimori                               |
| 22. Januar 2006  | Continental Cup 2005/06   | HS100   | Anders Bardal                                  | Manuel Fettner                                 | Kenshirō Itō                                   |
| 4. März 2006     | FIS-Cup                   | HS100   | Gregor Schlierenzauer                          | Kenshirō Itō                                   | Shōhei Tochimoto                               |
| 12. Januar 2007  | Continental Cup 2006/07   | HS100   | Wojciech Skupień                               | Daniel Lackner                                 | Fumihisa Yumoto                                |
| 10. März 2007    | FIS-Cup                   | HS100   | Johan Remen Evensen                            | Akira Higashi                                  | Yukio Sakano                                   |
| 11. Januar 2008  | Continental Cup 2007/08   | HS100   | Stephan Hocke                                  | Yūta Watase                                    | Bastian Kaltenböck                             |
| 29. Februar 2008 | Continental Cup 2007/08   | HS100   | Wettkampf abgesagt                             | Wettkampf abgesagt                             | Wettkampf abgesagt                             |
| 1. März 2008     | Continental Cup 2007/08   | HS100   | Wettkampf abgesagt                             | Wettkampf abgesagt                             | Wettkampf abgesagt                             |
| 1. März 2008     | FIS-Springen              | HS100   | Ayumi Watase                                   | Izumi Yamada                                   | Yoshiko Kasai                                  |
| 1. März 2008     | FIS-Cup                   | HS100   | Kota Endō                                      | Kazuya Yoshioka                                | Yoshihiko Osanai                               |
| 2. März 2008     | FIS-Cup                   | HS100   | Yūsuke Endō                                    | Kota Endō                                      | Kazuya Yoshioka                                |
| 9. Januar 2009   | Continental Cup 2008/09   | HS100   | Takanobu Okabe                                 | Jon Aaraas                                     | Shūsaku Hosoyama                               |
| 7. März 2009     | Continental Cup 2008/09   | HS100   | Jenna Mohr                                     | Ulrike Gräßler                                 | Daniela Iraschko                               |
| 7. März 2009     | FIS-Cup                   | HS100   | Yoshihiko Osanai                               | Yukio Sakano                                   | Akira Higashi                                  |
| 7. März 2009     | FIS-Springen              | HS100   | Hiroki Yamada                                  | Keigo Matsunoo                                 | Yūhei Sasaki                                   |
| 7. März 2009     | Continental Cup 2008/09   | HS100   | Anette Sagen                                   | Ulrike Gräßler                                 | Daniela Iraschko                               |
| 8. Januar 2010   | Continental Cup 2008/09   | HS100   | Anders Bardal                                  | Maciej Kot                                     | Julian Musiol                                  |
| 5. März 2010     | FIS-Springen              | HS100   | Ayumi Watase                                   | Sara Takanashi                                 | Rieko Kanai                                    |
| 5. März 2010     | FIS-Springen              | HS100   | Felix Brodauf                                  | Nico Hermann                                   | Akira Higashi                                  |
| 4. März 2011     | FIS-Springen              | HS100   | Yūki Itō                                       | Yoshiko Kasai                                  | Ayumi Watase                                   |
| 4. März 2011     | FIS-Springen              | HS100   | Robert Johansson                               | Kazuya Yoshioka                                | Junshirō Kobayashi                             |
| 20. Januar 2012  | Continental Cup 2011/12   | HS100   | Andreas Stjernen                               | Ole Marius Ingvaldsen                          | MacKenzie Boyd-Clowes                          |
| 10. Januar 2013  | Continental Cup 2011/12   | HS100   | Felix Schoft                                   | Lukas Müller                                   | Choi Yong-jik                                  |
| 16. Januar 2014  | Continental Cup 2013/14   | HS100   | Nejc Dežman                                    | Danny Queck Gregor Deschwanden                 |                                                |
| 17. Januar 2014  | Continental Cup 2013/14   | HS100   | Nejc Dežman                                    | Robert Hrgota Takanobu Okabe                   |                                                |
| 16. Januar 2015  | Continental Cup 2014/15   | HS100   | Miran Zupančič                                 | Kenneth Gangnes                                | Clemens Aigner                                 |
| 22. Januar 2016  | Continental Cup 2015/16   | HS100   | Tomáš Vančura                                  | Markus Schiffner                               | Jaka Hvala                                     |
| 4. März 2016     | FIS-Springen              | HS100   | Sara Takanashi                                 | Yūka Setō                                      | Yūki Itō                                       |
| 4. März 2016     | FIS-Springen              | HS100   | Junshirō Kobayashi                             | Yukiya Satō                                    | Yūya Yamada                                    |
| 20. Januar 2017  | Continental Cup 2016/17   | HS100   | Miran Zupančič                                 | Andreas Wank                                   | Anže Lanišek                                   |
| 21. Februar 2017 | Winter-Asienspiele 2017   | HS100   | Yukiya Satō                                    | Yūken Iwasa                                    | Sergei Tkatschenko                             |
| 3. März 2017     | FIS-Springen              | HS100   | Yūki Itō                                       | Sara Takanashi                                 | Misaki Shigeno                                 |
| 4. März 2017     | FIS-Cup                   | HS100   | Yūken Iwasa                                    | Pius Paschke                                   | Aljaž Osterc                                   |
| 26. Januar 2018  | Continental Cup 2017/18   | HS100   | Robert Kranjec                                 | Sondre Ringen                                  | Daniel Huber                                   |
| 9. März 2018     | FIS-Springen              | HS100   | Nozomi Maruyama                                | Misaki Shigeno                                 | Ayuka Takeda                                   |
| 9. März 2018     | FIS-Springen              | HS100   | Tomofumi Naitō                                 | Hiroaki Watanabe                               | Yūmu Harada                                    |
| 8. März 2019     | FIS-Springen              | HS100   | Misaki Shigeno                                 | Haruka Iwasa                                   | Ayaka Igarashi                                 |
| 8. März 2019     | FIS-Springen              | HS100   | Keiichi Satō                                   | Reruhi Shimizu                                 | Hiroaki Watanabe                               |
| 6. März 2020     | FIS-Springen              | HS100   | Wettkampf abgesagt wegen der COVID-19-Pandemie | Wettkampf abgesagt wegen der COVID-19-Pandemie | Wettkampf abgesagt wegen der COVID-19-Pandemie |
| 6. März 2020     | FIS-Springen              | HS100   | Wettkampf abgesagt wegen der COVID-19-Pandemie | Wettkampf abgesagt wegen der COVID-19-Pandemie | Wettkampf abgesagt wegen der COVID-19-Pandemie |
| 5. März 2021     | FIS-Springen              | HS100   | Riko Sakurai                                   | Yuka Kobayashi                                 | Misaki Shigeno                                 |
| 5. März 2021     | FIS-Springen              | HS100   | Reruhi Shimizu                                 | Hiroaki Watanabe                               | Shinnosuke Fujita                              |
| 4. März 2022     | FIS-Springen              | HS100   | Yu Saitō                                       | Kurumi Ichinohe                                | Misaki Shigeno                                 |
| 4. März 2022     | FIS-Springen              | HS100   | Rikuta Watanabe                                | Ren Nikaidō                                    | Yūken Iwasa                                    |
| 5. März 2023     | FIS-Springen              | HS100   | Haruka Iwasa                                   | Yuka Kobayashi                                 | Kurumi Ichinohe                                |
| 5. März 2023     | FIS-Springen              | HS100   | Yūken Iwasa                                    | Keiichi Satō                                   | Taku Takeuchi                                  |
| 1. März 2024     | FIS-Springen              | HS100   | Shō Suzuki                                     | Yukiya Satō                                    | Rikuta Watanabe                                |
| 1. März 2024     | FIS-Springen              | HS100   | Haruka Kasai                                   | Riko Sakurai                                   | Yuka Kobayashi                                 |